# Ataykaya proti Turčiji
Ataykaya proti Turčiji (št. 50275/08, 21. julij 2014) je primer, v katerem je Evropsko sodišče za človekove pravice (ESČP) potrdilo, da je neprisotnost ustreznega pravnega okvirja, ki regulira uporabo ne-smrtonosnega orožja s strani varnostnih sil za zadušitev izgreda ali vstaje, kršitev pravice do življenja.

## Ozadje primera
Marca 2006 so v Turčiji potekali nezakoniti protesti, na katerih je sodelovalo 2000 protestnikov, ki so s kamni in palicami napadali pripadnike varnostnih sil. Slednji so odgovorili s silo ter uporabili granate solzivca, katere izstrelek je bil usoden za Tarika Ataykaya (sina tožnika), ki ni sodeloval v protestih in se je med protestniki znašel naključno, ko se je vračal iz službe. Tožnik (Mehmet Ataykaya) je želel, da se identificira storilca, zato sta začeli teči kazenska in administrativna preiskava. Obe preiskavi sta bili neuspešni, saj so pripadniki varnostnih sil na dan protestov nosili maske, ki so očividcem onemogočile, da jih identificirajo. Prav tako preiskavi nista uspeli z gotovostjo ugotoviti število in imen oseb, ki so imele pooblastila za uporabo granat solzivca na tisti dan. Je pa izvedenec ugotovil, da je bil izstrelek izstreljen neposredno (v ravni črti) nasproti žrtvi.

## Postopek pred ESČP
Tožnik je leta 2008 vložil tožbo na ESČP in trdil: (1.) da turško pravo ni reguliralo uporabe ne- smrtonosnega orožja s strani varnostnih sil na način, ki je skladen s Konvencijo (torej na način, ki minimizira možnost hudih (smrtnih) poškodb, ki so posledica uporabe tega orožja), (2.) da so varnostne sile uporabile prekomerno (»ne nujno potrebno silo«) nasproti sinu ter (3.) da neuspešna nacionalna preiskava ni bila opravljena v skladu s procesnimi zahtevami 2. člena EKČP. Vlada odgovori, da je bila sila glede na okoliščine uporabljena zakonito in proporcionalno ter da je bil tragičen dogodek nepredvidljiv. Preiskava pa da je bila poglobljena, vendar so maske onemogočale identifikacijo pripadnikov varnostnih sil.
ESČP je preučevalo, ali je bila kršena pravica do življenja (2. člen EKČP) z naslednjimi podvprašanji: (1.) ali je bila uporabljena sila »nujno potrebna« in upravičena v danih okoliščinah, (2.) ali je pravni okvir, za uporabo ne-smrtonosnega orožja (npr. granat solzivca) s strani varnostnih sil za zadušitev izgredov, urejen na način, ki v največji možni meri minimizira tveganje za izgubo življenja in (3.) ali je bila preiskava dogodka učinkovita. Ugotovijo: (1.) da je nezmožnost prič, da identificirajo pripadnike varnostnih sil zaradi mask samo po sebi problematično ter da je s tem oblast namenoma ustvarila situacijo, v kateri ščiti svoj represivni aparat pred pregonom, (2.) da je preiskava bila predolga in da nič ni bilo storjeno, da bi se preprečilo morebitno nasprotje interesov med policijo in tožilstvom, (3.) da direktni izstrelek (naravnost) ni ustrezna policijska akcija, saj lahko vodi do hudih poškodb in (4.) da takratno turško pravo ni imelo nobenih specifičnih pravil, ki bi regulirale uporabo ne- smrtonosnega orožja v primerih izgredov ter nobenih navodil za uporabo granat solzivca za pripadnike varnostnih sil. To pomeni, da so slednji lahko delovali precej avtonomno ter sprejemali slabo premišljene odločitve.

## Odločitev ESČP
Sodišče je sklenilo, da vlada ni dokazala, da je bila sila nasproti sinu »nujno potrebna« in proporcionalna ter da takšna zakonska ureditev ni zadostna, da ustvari »zavarovanje z zakonom« pravice do življenja, ki je potrebna v sedanji demokratični evropski družbi, saj vlada ni storila vsega, kar bi se razumno pričakovalo od nje, da bi zaščitila svoje ljudi ob uporabi potencialno smrtne sile v policijskih operacijah ob izgredih in vstajah. S tem je bila kršena pravica do življenja po materialni plati. Pravica do življenja je bila kršena tudi iz procesnega vidika zaradi neučinkovite nacionalne preiskave dogodka. Tako je sodišče naložilo vladi, da se nadaljuje domača preiskava, v kateri se naj najde krivca in se ga po potrebi kaznuje ter da brez nadaljnjega odlašanja vlada uzakoni jasna in natančna pravila za uporabo granat solzivca, ki bodo zagotavljala tudi usposabljanje policistov za njihovo uporabo in omogočala nadzor policistov med operacijami. Nova ureditev mora biti kompatibilna z EKČP ter mora minimizirati tveganje smrti in poškodb zaradi uporabe granat solzivca.